# Большевистский центр
Большеви́стский центр (БЦ) (май 1906 — январь 1910) — руководящий орган фракции большевиков в РСДРП, существовавший нелегально при формальном единстве РСДРП. Большевистский центр представлял собой расширенную редакцию газеты «Пролетарий».
Большевистский центр собирал и распределял денежные средства для центральной и местной революционной пропаганды, на перевоз агитационной литературы и работу типографии газеты «Пролетарий», а также оказывал помощь партийным работникам и национальным социал-демократическим организациям. Посредством Русского бюро ЦК РСДРП и через переписку устанавливал связи с местными партийными организациями более чем со 130 городами и населёнными пунктами Российской империи, а также осуществлял общее руководство их работой.

## История
По мнению историка РСДРП Б. И. Николаевского, история БЦ состоит и трёх периодов:
- Май 1906 г. — май 1907 г. (между Стокгольмским и Лондонским съездами РСДРП)
- Май — декабрь 1907 г. (до выезда за границу Ленина и Богданова, а затем Красина и ряда других членов БЦ)
- Начало 1908 г. — январь 1910 г. (распущен решением объединённого пленума ЦК РСДРП)

### Май 1906 — май 1907
По свидетельству Г. Е. Зиновьева, на Стокгольмском съезде РСДРП, оказавшись в меньшинстве в избранном съездом ЦК, большевики создали отдельный Центральный комитет, «нелегальный в партийном отношении»:

В ЦК взяли несколько наших товарищей, как мы тогда говорили, — заложниками. Но в то же время, на самом съезде, большевики составили свой внутренний и нелегальный в партийном отношении Центральный комитет. Этот период в истории нашей партии, когда мы были в меньшинстве и в ЦК, и в Петроградском комитете и должны были скрывать свою сепаратную работу.

Г. В. Антонов в статье в Большой советской энциклопедии указывал следующую причину создания центра: «Учитывая примиренческие шатания ряда делегатов в составе нового ЦК, что не гарантировало последовательного проведения революционной линии, большевики были вынуждены создать свой центр. […] В трудные годы реакции Большевистский центр, возглавляемый Лениным, отстаивал революционную линию партии и фактически осуществлял руководство всей партийной работой».
Б. И. Николаевский указывает, что большевистская фракция Стокгольмского съезда «создала свою особую внутреннюю организацию с каким-то центром, но этот центр, ещё не носил официального названия». Состав первого центра точно неизвестен, поскольку имена членов ни в то время, ни позднее в печати названы не были. Ведущую роль в руководстве Центра играли три человека: Ленин, Богданов и Красин. В письмах Богданова эта тройка фигурирует под названием «финансовой группы», а в заявлении Камо-Петросяна — под названием «коллегии трех».
Одной из основных функций «тройки» было добывание средств для большевистской фракции. Кроме того, она также вела все конспиративные предприятия фракции. Организацией этого направления работы занимался Л. Б. Красин, — дипломированный инженер, обладавший, по отзывам современников, незаурядными организаторскими способностями.
На средства, собранные тройкой, Красин организовал сеть тайных лабораторий, мастерских и типографий, обслуживавших не только большевистские, но и иные террористические акции против правительства России. В частности, бомбы, изготовленные в лабораториях Красина, использовались в таких громких террористических актах как нападение на дачу Столыпина (12 августа 1906 г.) и ограбление в Фонарном переулке (27 октября 1906).
По мнению Николаевского, в период предшествовавший Лондонскому съезду, руководящая роль в большевистской фракции всецело принадлежала «тройке».

### Май — декабрь 1907
После Лондонского съезда состав Центра был расширен. В новый состав вошли: А. А. Богданов , И. П. Гольденберг (Мешковский), И. Ф. Дубровинский, Г. Е. Зиновьев, Л. Б. Каменев, Л. Б. Красин, В. И. Ленин, Г. Д. Линдов, В. П. Ногин, М. Н. Покровский, Н. А. Рожков, А. И. Рыков, В. К. Таратута, А. И. Теодорович и В. Л. Шанцер. Секретарём Центра была назначена Н. К. Крупская.
Тогда же было закреплено официальное название «Большевистский центр». Местом нахождения организации стала Финляндия.

### Начало 1908 — январь 1910
В 1908 году место нахождения центра стала Женева, в 1909—1910 годы — Париж.
Центр обеспечил созыв в декабре 1908—январе 1909 годов Пятой конференции РСДРП, а также в июне 1909 года проведение совещания расширенной редакции «Пролетария», в которой приняли участие представители местных организаций. На совещании была принята резолюция «О реорганизации Большевистского центра», в которой было определено, что членами Большевистского центра «…являются товарищи, выбранные Лондонским съездом и несущие партийную работу по поручению или с согласия Большевистского Центра» («КПСС в резолюциях и решениях съездов, конференций и пленумов ЦК», 7 изд., ч. 1, 1954, с. 230). Кроме того была определена структура организации и принято решение создать Русский большевистский центр в который вошли три действующих члена, работающих в России. Также было определено, что Русский большевистский центр может увеличить членство представителями областных организации.
В феврале 1910 года упразднён решением Парижского пленума ЦК РСДРП с формулировской: «…идя целиком навстречу назревшей потребности в организационном единстве партии, заявляем: 1) мы распускаем свой фракционный центр; 2) мы прекращаем издание газеты „Пролетарий“…».

## Интересные факты
Центр не упоминался в «Кратком курсе истории ВКП(б)».